# Gran Premio Industria y Artigianato-Larciano 2023
La 45.ª edición de la clásica ciclista Gran Premio Industria y Artigianato-Larciano fue una carrera en Italia que se celebró el 26 de marzo de 2023 con inicio y final en la ciudad de Larciano sobre un recorrido de 192,2 kilómetros.
La carrera formó parte del UCI ProSeries 2023, calendario ciclístico mundial de segunda división, dentro de la categoría UCI 1.Pro y fue ganada por el irlandés Ben Healy del EF Education-EasyPost. Completaron el podio, como segundo y tercer clasificado respectivamente, el eritreo Amanuel Ghebreigzabhier del Trek-Segafredo y el británico Mark Stewart del Bolton Equities Black Spoke.

## Equipos participantes
Tomaron parte en la carrera 21 equipos: 4 de categoría UCI WorldTeam invitados por la organización, 7 de categoría UCI ProTeam, 7 de categoría Continental y la selección nacional de Italia. Formaron así un pelotón de 118 ciclistas de los que acabaron 46. Los equipos participantes fueron:
| WorldTeams (4)- Astana Qazaqstan Team - EF Education-EasyPost - Trek-Segafredo - UAE Team Emirates ProTeams (7)- Bingoal WB - Bolton Equities Black Spoke Pro Cycling - Eolo-Kometa - Green Project-Bardiani CSF-Faizanè - Q36.5 Pro Cycling Team - Team Corratec - Team Novo Nordisk Equipos continentales (7)- Beltrami TSA-Tre Colli - Biesse-Carrera - Colpack Ballan - General Store-Essegibi-F.lli Curia - MG.K Vis Colors For Peace - Team Technipes #inEmiliaRomagna - Work Service-Vitalcare-Dynatek |
| |

## Clasificación final
- La clasificación finalizó de la siguiente forma:[3]

| \| Clasificación general \| Clasificación general \| Clasificación general \| Clasificación general \| Clasificación general \| \| Ciclista \| Ciclista \| Equipo \| Tiempo \| \| \| --------------------- \| ----------------------- \| --------------------------------------- \| --------------------- \| --------------------- \| \| 1.º \| Ben Healy \| EF Education-EasyPost \| 4 h 33 min 09 s \| \| \| 2.º \| Amanuel Ghebreigzabhier \| Trek-Segafredo \| + 27 s \| \| \| 3.º \| Mark Stewart \| Bolton Equities Black Spoke Pro Cycling \| + 47 s \| \| \| 4.º \| Natnael Tesfatsion \| Trek-Segafredo \| + 47 s \| \| \| 5.º \| Diego Ulissi \| UAE Team Emirates \| + 47 s \| \| \| 6.º \| Felix Großschartner \| UAE Team Emirates \| + 47 s \| \| \| 7.º \| Marco Tizza \| Bingoal WB \| + 47 s \| \| \| 8.º \| Tony Gallopin \| Trek-Segafredo \| + 47 s \| \| \| 9.º \| Christian Scaroni \| Astana Qazaqstan Team \| + 47 s \| \| \| 10.º \| Georg Steinhauser \| EF Education-EasyPost \| + 47 s \| \| |                         |                                         |                 |
| |                         |                                         |                 |
| Fuente: ProCyclingStats |                         |                                         |                 |
| Clasificación general |                         |                                         |                 |
| Ciclista | Ciclista                | Equipo                                  | Tiempo          |
| 1.º | Ben Healy               | EF Education-EasyPost                   | 4 h 33 min 09 s |
| 2.º | Amanuel Ghebreigzabhier | Trek-Segafredo                          | + 27 s          |
| 3.º | Mark Stewart            | Bolton Equities Black Spoke Pro Cycling | + 47 s          |
| 4.º | Natnael Tesfatsion      | Trek-Segafredo                          | + 47 s          |
| 5.º | Diego Ulissi            | UAE Team Emirates                       | + 47 s          |
| 6.º | Felix Großschartner     | UAE Team Emirates                       | + 47 s          |
| 7.º | Marco Tizza             | Bingoal WB                              | + 47 s          |
| 8.º | Tony Gallopin           | Trek-Segafredo                          | + 47 s          |
| 9.º | Christian Scaroni       | Astana Qazaqstan Team                   | + 47 s          |
| 10.º | Georg Steinhauser       | EF Education-EasyPost                   | + 47 s          |

## UCI World Ranking
El Gran Premio Industria y Artigianato-Larciano otorgó puntos para el UCI World Ranking para corredores de los equipos en las categorías UCI WorldTeam, UCI ProTeam y Continental. Las siguientes tablas son el baremo de puntuación y los diez corredores que obtuvieron más puntos:
| Posición              | 1.º | 2.º | 3.º | 4.º | 5.º | 6.º | 7.º | 8.º | 9.º | 10.º | 11.º | 12.º | 13.º | 14.º | 15.º | 16.º-30.º | 31.º-40.º |
| Clasificación general | 200 | 150 | 125 | 100 | 85  | 70  | 60  | 50  | 40  | 35   | 30   | 25   | 20   | 15   | 10   | 5         | 3         |

| Clasificación |                         |                             |         |
| Posición      | Ciclista                | Equipo                      | General |
| ------------- | ----------------------- | --------------------------- | ------- |
| 1.º           | Ben Healy               | EF Education-EasyPost       | 200     |
| 2.º           | Amanuel Ghebreigzabhier | Trek-Segafredo              | 150     |
| 3.º           | Mark Stewart            | Bolton Equities Black Spoke | 125     |
| 4.º           | Natnael Tesfatsion      | Trek-Segafredo              | 100     |
| 5.º           | Diego Ulissi            | UAE Emirates                | 85      |
| 6.º           | Felix Großschartner     | UAE Emirates                | 70      |
| 7.º           | Marco Tizza             | Bingoal WB                  | 60      |
| 8.º           | Tony Gallopin           | Trek-Segafredo              | 50      |
| 9.º           | Christian Scaroni       | Astana Qazaqstan            | 40      |
| 10.º          | Georg Steinhauser       | EF Education-EasyPost       | 35      |